# Danny Ocean (cantor)
Daniel Alejandro Morales Reyes (Caracas, 5 de maio de 1992), mais conhecido pelo seu nome artístico Danny Ocean, é um cantor, compositor e produtor discográfico venezuelano. Começou a sua carreira musical profissional em 2009 com a criação do seu canal no YouTube. É mais conhecido pela sua canção "Me Rehúso", lançada em setembro de 2016 e relançada numa versão em inglês intitulada "Baby I Won't" em 2017. Desde 2016 ele mora em Miami, nos Estados Unidos.